# Wytwyzja
Wytwyzja (ukrainisch Витвиця; russisch Витвица Witwiza, polnisch Witwica) ist ein Dorf in der ukrainischen Oblast Iwano-Frankiwsk mit etwa 1200 Einwohnern.

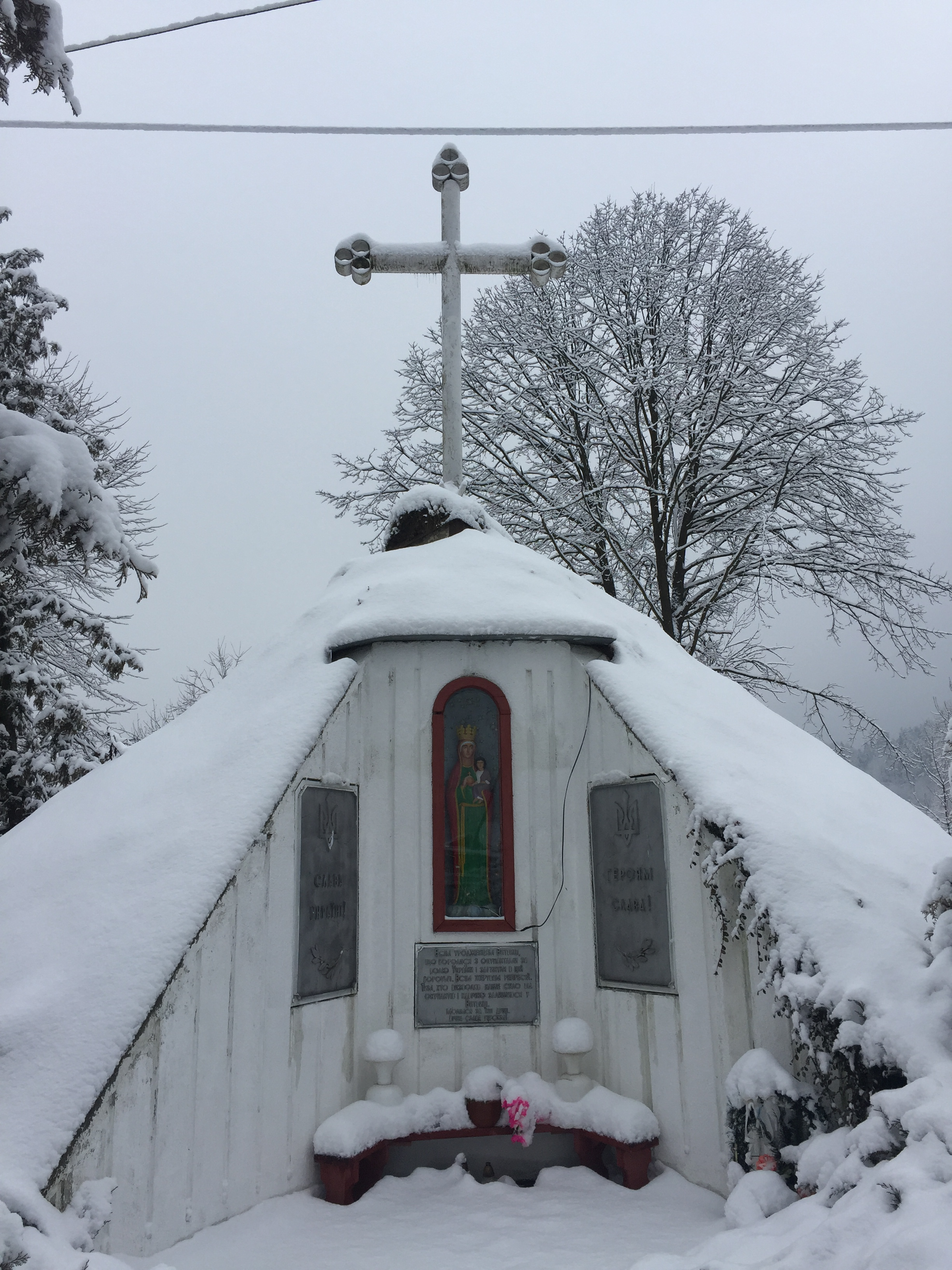
Denkmal im Ort

Die Ortschaft liegt im Süden der historischen Landschaft Galizien am Wytwyzja-Fluss, einem Nebenfluss der Switscha (Свіча), etwa 10 Kilometer westlich vom Rajonzentrum Dolyna und 62 Kilometer westlich vom Oblastzentrum Iwano-Frankiwsk.
Der Ort wurde 1450 zum ersten Mal schriftlich erwähnt, lag zunächst in der Adelsrepublik Polen-Litauen, Woiwodschaft Ruthenien und kam 1772 als Witwice zum damaligen österreichischen Kronland Galizien (bis 1918 dann im Bezirk Dolina).
Nach dem Ende des Ersten Weltkrieges kam er zunächst zur Westukrainischen Volksrepublik und nach dem Polnisch-Ukrainischen Krieg an Polen, war hier ab 1921 als Witwica in die Woiwodschaft Stanislau, Powiat Dolina, Gmina Witwica eingegliedert und wurde im Zweiten Weltkrieg erst von der Sowjetunion und ab 1941 bis 1944 von Deutschland besetzt und dem Distrikt Galizien angeschlossen. Nach der Rückeroberung durch sowjetische Truppen 1944 kam er 1945 wiederum zur Sowjetunion und wurde in die Ukrainische SSR eingegliedert, seit 1991 ist der Ort Teil der unabhängigen Ukraine.

## Verwaltungsgliederung
Am 6. September 2016 wurde das Dorf zum Zentrum der neu gegründeten Landgemeinde Wytwyzja (Витвицька сільська громада/Nowyzka silska hromada). Zu dieser zählen auch die 7 Dörfer in der untenstehenden Tabelle aufgelistetenen Dörfer sowie die Ansiedlung Wyhodiwka, bis dahin bildete es zusammen mit der Ansiedlung Wyhodiwka die Landratsgemeinde Wytwyzja (Витвицька сільська рада/Nowyzka silska rada) im Zentrum des Rajons Dolyna.
Am 17. Juli 2020 wurde der Ort Teil des Rajons Kalusch.
Folgende Orte sind neben dem Hauptort Wytwyzja Teil der Gemeinde:
| Name                     | Name                | Name                                        | Name                | Name |
| ukrainisch transkribiert | ukrainisch          | russisch                                    | polnisch            |      |
| ------------------------ | ------------------- | ------------------------------------------- | ------------------- | ---- |
| Kalna                    | Кальна              | Кальная (Kalnaja)                           | Kalna               |      |
| Luschky                  | Лужки               | Лужки (Luschki)                             | Łużki               |      |
| Lypa                     | Липа                | Липа (Lipa)                                 | Lipa                |      |
| Rostotschky              | Розточки            | Росточки (Rostotschki)                      | Roztoczki           |      |
| Sloboda-Bolechiwska      | Слобода-Болехівська | Слобода-Болеховская (Sloboda-Bolechowskaja) | Słoboda Bolechowska |      |
| Stankiwzi                | Станківці           | Станковцы (Stankowzy)                       | Stańkowce           |      |
| Wyhodiwka                | Вигодівка           | Выгодовка (Wygodowka)                       | Wyhadówka           |      |
| Zerkowna                 | Церковна            | Церковна                                    | Cerkowna            |      |